# Abayak
Abayak es una localidad ubicada en el sur de la parte continental de Guinea Ecuatorial en el municipio de Acalayong.